# علي أباد (فين)
علي أباد (بالفارسية: علی‌آباد) هي مستوطنة تقع في إيران في قسم فين الريفي. يقدر عدد سكانها بـ 115 نسمة .